# Großbottwar
Großbottwar è una città tedesca situata nel land del Baden-Württemberg.

## Amministrazione

### Gemellaggi
- Illnau-Effretikon